# Embarcadero Center

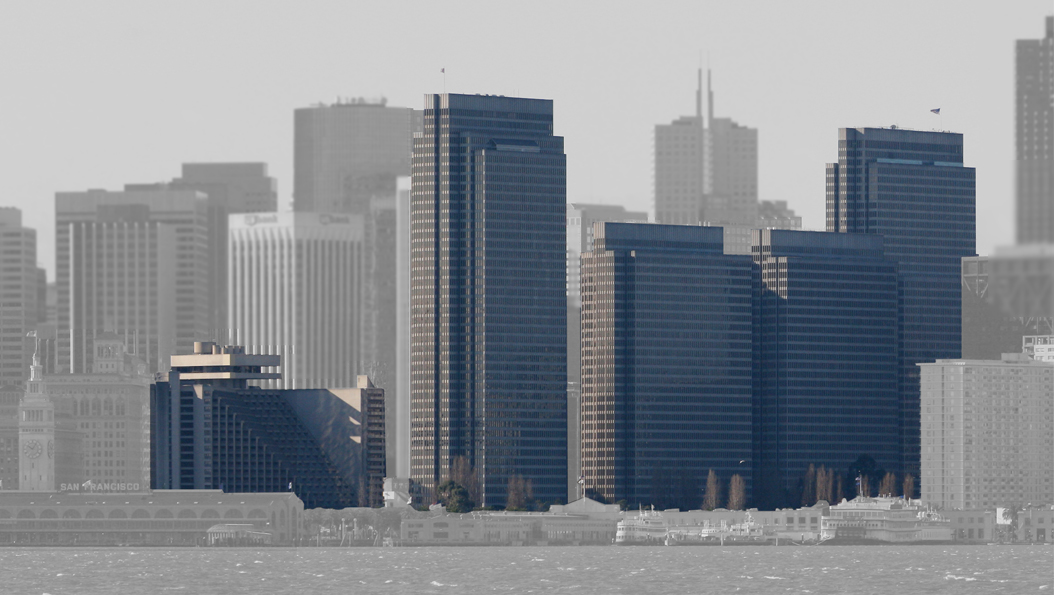
Les immeubles de l'Embarcadero Center

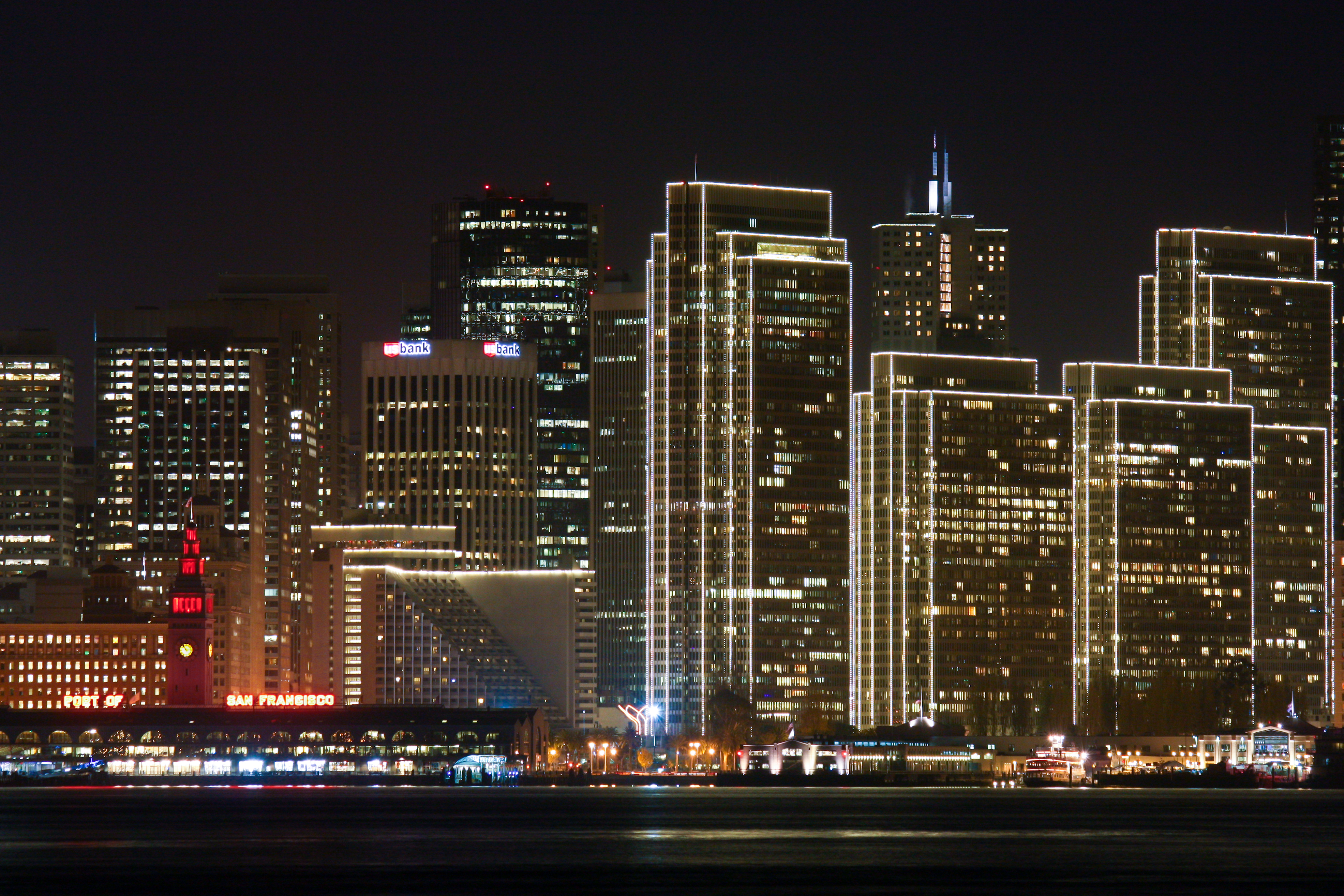
Vue nocturne en 2012

L'Embarcadero Center est un complexe comprenant 5 buildings et 2 hôtels dans le quartier The Embarcadero à San Francisco. Le principal ensemble architectural a été terminé en 1981 après 10 ans de travaux.
Le complexe, qui est le siège de nombreuses entreprises, voit passer plus de 16 000 personnes par jour. Il héberge plus de 120 boutiques et restaurants.
Il a été conçu par le cabinet Portman Architects.

## Caractéristiques
| Nom                       | Hauteur | étages | année | Notes                                                      |
| ------------------------- | ------- | ------ | ----- | ---------------------------------------------------------- |
| One Embarcadero Center    | 173 m   | 45     | 1971  | [ 4 ]                                                      |
| Two Embarcadero Center    | 126 m   | 30     | 1974  | [ 5 ]                                                      |
| Three Embarcadero Center  | 126 m   | 31     | 1977  | [ 6 ]                                                      |
| Four Embarcadero Center   | 174 m   | 45     | 1982  | [ 7 ]                                                      |
| Five Embarcadero Center   | 77 m    | 20     | 1973  | Hyatt Regency San Francisco                                |
| Embarcadero West          | 123 m   | 34     | 1989  | [ 9 ]                                                      |
| Le Méridien San Francisco | 96,36 m | 25     | 1988  | aujourd'hui Le Méridien, anciennement the Park Hyatt Hotel |